# Arverne
Arverne – jedna z dzielnic okręgu Queens, w Nowym Jorku. Liczy 20 991 mieszkańców.
Jest położona na Półwyspie Rockaway.